# Charles Berlitz
Charles Frambach Berlitz, eigentlich Charles Louis Frambach, Jr. (* 20. November 1914 in New York; † 18. Dezember 2003 in Tamarac, Florida) war ein US-amerikanischer Schriftsteller und Linguist, der insbesondere durch seine Bücher über grenzwissenschaftliche Themen und ungeklärte Phänomene bekannt wurde.

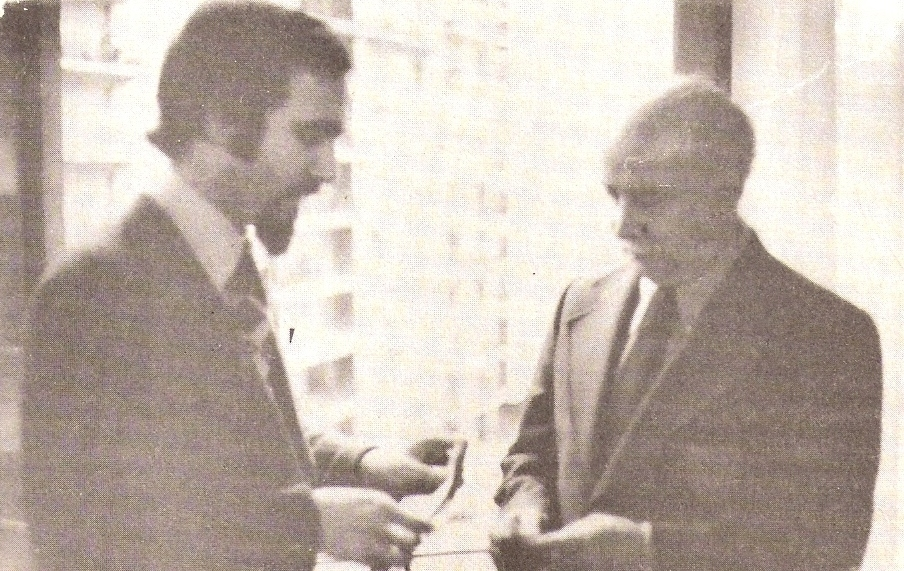
Charles Berlitz (rechts) im Gespräch mit Antonio Las Heras von der argentinischen Zeitschrift Pájaro de Fuego

## Leben und Werk
Charles Berlitz war der einzige Sohn von Charles Louis Frambach, Sr. und dessen Ehefrau Millicent Daisy Berlitz sowie ein Enkel von Maximilian Delphinius Berlitz, von dem er die Berlitz Sprachschulen erbte, die er später aber verkaufte. Als Jugendlicher studierte er zunächst – nach dem Besuch der Riverdale Country School, einer Privatschule in der Bronx – Sprachwissenschaften an der Yale-Universität, wo er 1936 magna cum laude den Grad eines Bachelor of Arts erreichte. Als brillantes Sprachtalent (er sprach 32 verschiedene Sprachen, 12 davon fließend) schrieb er mehrere Bücher über linguistische Themen. Berlitz war von 1950 bis zu seinem Tod mit der Australierin Valerie Seary verheiratet und hatte mit ihr eine Tochter. Als Angehöriger der US-Army nahm er sowohl am Zweiten Weltkrieg als auch am Koreakrieg sowie am Vietnamkrieg teil.

### Das Bermuda-Dreieck
Der Durchbruch als Bestseller-Autor gelang Charles Berlitz im Jahr 1974 mit der Veröffentlichung seines Buches „Das Bermudadreieck“ (The Bermuda Triangle), von dem weltweit über 14 Millionen Exemplare in 22 Sprachen verkauft wurden. Diverse von Berlitz darin veröffentlichte Angaben und Aussagen wurden von Kritikern als höchst fragwürdig bewertet. Zu seinen schärfsten Kontrahenten im deutschsprachigen Raum gehört der Schweizer Schriftsteller und Publizist Herbert Cerutti, der seinem amerikanischen Kollegen 1993 de facto eine Täuschung des Publikums vorwarf. Bewusste Falschaussagen oder Verfälschungen seines Quellenmaterials konnten Berlitz’ Kritiker allerdings nicht nachweisen. Der Pilot und Buchautor Lawrence „Larry“ Kusche erklärte unter anderem, dass einige Schiffe, über welche Berlitz aussagte, sie seien im Bermudadreieck gesunken, tatsächlich an anderer Stelle verloren gegangen seien. Andere hätten laut Kusches Recherchen nie existiert und in weiteren Fällen legen Kusches Ausführungen nahe, dass Berlitz’ Angaben zum Wetter bei bestimmten Ereignissen unrichtig seien.

### Unidentifizierte Fliegende Objekte
Charles Berlitz’ Interesse an UFOs und seine Annahme, dass außerirdische Intelligenzen unseren Planeten besuchen, fanden ihren publizistischen Niederschlag vor allem im gemeinsam mit William Leonard Moore von ihm verfassten und 1980 veröffentlichten Buch „The Roswell Incident“. Darin machten er und Moore den seinerzeit bereits fast vergessenen Absturz eines angeblich außerirdischen, unbekannten Flugobjekts bei Roswell, New Mexico, im Sommer 1947 schlagartig weltweit bekannt. Seither wird dieses noch heute kontrovers diskutierte Ereignis – nach dem Titel ihres Buches – allgemein als „Roswell-Zwischenfall“ bezeichnet.

### Atlantis
Neben dem Bermudadreieck und der UFO-Problematik stellte das Thema Atlantis einen langjährigen Schwerpunkt in Berlitz’ Tätigkeit als Sachbuchautor dar, das er zwischen 1969 und 1984 in mindestens fünf seiner Publikationen behandelte. In diesen Büchern stellte Berlitz, der von der Historizität des von Platon beschriebenen Inselreichs überzeugt war, eine ganze Reihe von Lokalisierungshypothesen vor. Dabei betrachtete oder bezeichnete er sich selber keineswegs als Atlantisforscher, sondern seine Beschäftigung mit dieser Materie war journalistischer und publizistischer Natur. Von der von ihm erwarteten Wiederentdeckung von Atlantis erhoffte Berlitz sich u. a. „eine Neubewertung unseres eigenen zivilisatorischen Fortschritts“ und „eine neue Würdigung der Fähigkeiten des von uns allgemein als >primitiv< bezeichneten Menschen“ der Vorzeit.

## Trivia
Charles Berlitz war Mitglied der Mensa Society und der Broward Library Foundation.

## Werke (Auswahl)
- Die Welt des Unbegreiflichen. Droemer Knaur, München 1990, ISBN 3-426-04024-7.
- Das Drachen-Dreieck. Droemer Knaur, München 1990, ISBN 3-426-26476-5.
- Unglaublich! Ungewöhnliche Erlebnisse außergewöhnlicher Menschen. Droemer Knaur, München 1989, ISBN 3-426-03957-5.
- Die größten Rätsel und Geheimnisse unserer Welt. Droemer Knaur, München 1989, ISBN 3-426-03955-9.
- Die Suche nach der Arche Noah. Zsolnay, Wien/Hamburg 1987, ISBN 3-552-03924-4.
- Die ungelösten Geheimnisse dieser Welt. Droemersche Verlagsanstalt Knaur, München 1985, ISBN 3-426-03760-2.
- Der 8. Kontinent. Zsolnay, Wien/Hamburg 1984, ISBN 3-552-03616-4.
- Die wunderbare Welt der Sprachen. Zsolnay, Wien/Hamburg 1982, ISBN 3-552-03418-8.
- Weltuntergang 1999. Zsolnay, Wien/Hamburg 1981, ISBN 3-552-03318-1.
- Der Roswell-Zwischenfall, zus. mit William L. Moore. Zsolnay, Wien/Hamburg 1980, ISBN 3-552-03216-9.
- Das Philadelphia-Experiment, zus. mit William L. Moore. Zsolnay, Wien/Hamburg 1979, ISBN 3-552-03100-6.
- Spurlos. Zsolnay, Wien, Hamburg 1977, ISBN 3-552-02915-X. (Platz 1 der Spiegel-Bestsellerliste vom 22. August bis zum 25. September 1977)
- Das Atlantis-Rätsel. Zsolnay, Wien, Hamburg 1976, ISBN 3-552-02812-9.
- Das Bermuda-Dreieck. Fenster zum Kosmos? Zsolnay, Wien, Hamburg 1975, ISBN 3-552-02735-1. (Platz 1 der Spiegel-Bestsellerliste im Jahr 1977)
- Geheimnisse versunkener Welten. Societäts-Verlag, Frankfurt am Main 1973, ISBN 3-7973-0246-0.